# Alonso García de Carthagène
Alonso García de Santa María de Carthagène dit aussi Alfonso García de Santa María de Cartagena ou Alphonse de Cartagène (1384-1456) fut évêque de Carthagène puis de Burgos. 

## Biographie
Fils du grand rabbin de Burgos Salomon ha-Lévi baptisé en 1390, peu avant les sanglantes persécutions antijuives espagnoles, il était lui-même converso. Son père, qui avait pris le nom de Pablo de Santa Maria, une fois converti, partit se former à Paris, devint le protégé de Catherine de Lancastre et le précepteur de son fils Jean II de Castille. Il occupa par la suite successivement le siège d'évêque de Carthagène puis de Burgos. Son fils Alphonse lui succèda aux mêmes sièges épiscopaux.
Alphonse de Carthagène fut diplomate, représentant du roi de Castille lors du concile de Bâle en 1435.
Homme de lettres, il traduisit le De senectute de Sénèque et des textes italiens sur lui. Il composa aussi une Glose sur Jean Chrysostome et une Généalogie des rois d'Espagne. Ami de Fernán Pérez de Guzmán, il lui dédia son Duodenarium (1442)  et son Oracional (1454), un petit traité consacré à la prière. Celui-ci lui avait consacré une notice dans ses Generaciones y semblanzas, et donna une élégie à sa mémoire, Couplets à l'occasion de la mort de l'évêque de Burgos (Coplas a la muerte del obispo de Burgos).
Il favorise notamment le Collège du couvent Saint-Paul de Burgos (es) (Saint-Paul de Burgos) que son père avait fait bâtir pour y enterrer sa famille, qui par la suite, voit l'entrée de nombreux religieux et théologiens qui enrichissent son patrimoine de leur dot pendant des siècles, avant d'être détruit au XIXe siècle,. On rebâtit en son emplacement le musée de l'évolution humaine de Burgos, en 2010.
Alfonso de Cartagena est enterré dans la cathédrale Sainte-Marie de Burgos.

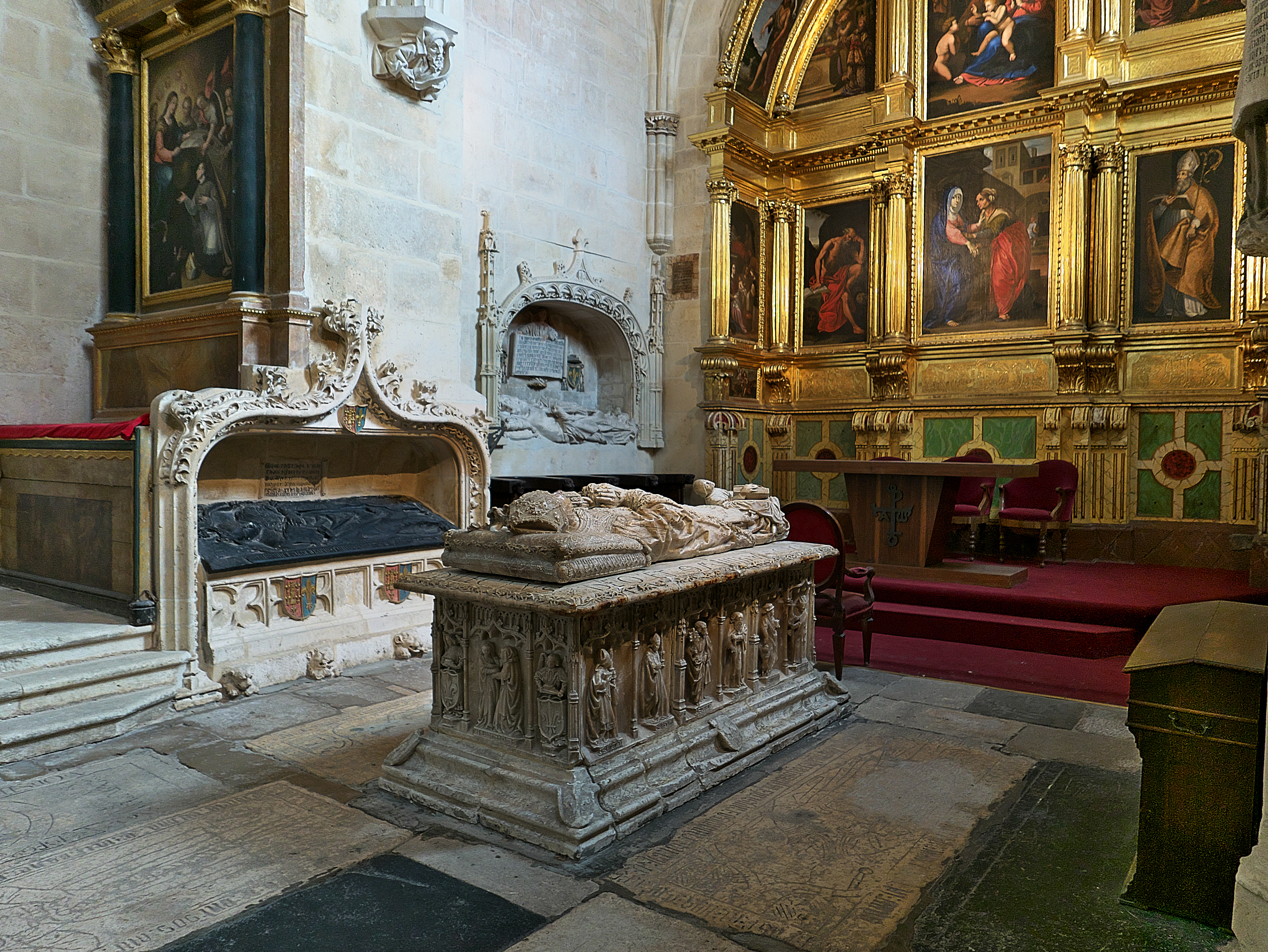
Tombeau d'Alonso de Carthagène à la cathédrale de Burgos.

Il est l'oncle de l'écrivaine, mystique et religieuse clarisse puis cistercienne Thérèse de Carthagène.